# Турдимуродов, Рустам
Рустам Турдимуродов (узб. Рустам Турдимуродов; род. 4 апреля 2004) — узбекский футболист, нападающий клуба «Пахтакор». Выступает на правах аренды в клубе «Сурхан».

## Карьера

### «Пахтакор»
Воспитанник футбольной академии узбекского клуба «Пахтакор». В июне 2022 года футболист стал подтягиваться к играм с основной командой клуба. Дебютировал за клуб 23 июня 2022 года в матче против клуба «Кызылкум», выйдя на замену на последний минутах основного времени. По итогу сезона футболист вместе с клубом стал победителем узбекской Суперлиги. В начале 2023 года футболист тренировался с основной командой клуба, однако на протяжении сезона оставался преимущественно игроком замены. Первый матч за клуб сыграл 2 апреля 2023 года против бекабадского «Металлурга», выйдя на замену на 87 минуте. Провёл за клуб за первую половину сезона лишь 2 матча во всех турнирах.

### «Энергетик-БГУ»
В июле 2023 года появилась информации об интересе к футболисту со стороны белорусского клуба «Энергетик-БГУ». В августе 2023 года официально присоединился к клубу. Дебютировал за клуб 18 августа 2023 года в матче против новополоцкого «Нафтана», выйдя на замену на 62 минуте. Первым результативным действием за клуб отличился 22 октября 2023 года в матче против брестского «Динамо», отдав голевую передачу. На протяжении сезона был одним из основных игроков клуба, отличившись 2 результативными передачами. Завершил сезон на итоговом предпоследнем месте в чемпионате, отправившись в стыковые матчи за сохранение прописки. По итогу стыковых матчей вместе с клубом уступил «Витебску» и вылетел в Первую лигу. В декабре 2023 года покинул клуб из-за запрета на легионеров во втором белорусском дивизионе. В январе 2024 года официально покинул белорусский клуб.

### «Андижан»
В феврале 2024 года на правах свободного агента присоединился к узбекскому клубу «Андижан». Дебютировал за клуб 30 марта 2024 года в матче против «Насафа», выйдя на замену на 86 минуте. Дебютным забитым голом за клуб отличился 13 апреля 2024 года в матче Кубка Узбекистана против самаркандского «Динамо». Первыми забитыми голами за клуб в чемпионате отличился 15 июня 2024 года в матче против клуба «Кызылкум», оформив дубль. Вместе с клубом стал обладателем Кубка Узбекистана, где в финале 5 октября 2024 года победили «Навбахор». По итогу сезона вместе с клубом завершил чемпионат на итоговом девятом месте в турнирной таблице. На протяжении сезона выступал за клуб в роли одного из основных игроков, отличившись 9 забитыми голами и результативной передачей во всех турнирах.

### «Пахтакор»

#### Сезон 2025 (аренда в «Андижан» и «Сурхан»)
В начале 2025 года перешёл в «Пахтакор», однако остался на правах арендного соглашения в «Андижане». Новый сезон начал 8 марта 2025 года с матча против клуба «Коканд 1912», выйдя на поле в стартовом составе, также отличившись забитым голом. Вместе с клубом стал серебряным призёром Суперкубка Узбекистана, где в финале 27 мая 2025 года уступили «Насафу». В июле 2025 года на правах арендного соглашения присоединился к узбекскому «Сурхану», соглашение с которым было заключено до конца сезона. Дебютировал за клуб 3 августа 2025 года в матче против клуба «Кызылкум», выйдя на замену на 62 минуте. Дебютными забитыми голами за клуб отличился 13 августа 2025 года в матче против клуба «Бунёдкор», оформив дубль.

## Международная карьера
В начале 2020 года футболист вместе с юношеской сборной Узбекистана до 17 лет принимал участие в Кубке Развития. В июне 2022 года в составе юношеской сборной Узбекистана до 19 лет принимал участие в товарищеских матчах против Беларуси, отличившись результативной передачей и забитым голом. В мае 2023 года футболист получил вызов в молодёжную сборную Узбекистана для участия на чемпионате мира. Первый матч на турнире сыграл 20 мая 2023 года против сборной Аргентины. По итогу группового этапа вместе со сборной занял второе место в группе и вышел в стадию плей-офф. На стадии 1/8 финала 30 мая 2023 года уступил сборной Израиля и завершил своё выступление на чемпионате мира.
В марте 2024 года футболист получил вызов в молодёжную сборную Узбекистана до 23 лет. Дебютировал за сборную футболист 20 марта 2024 года в товарищеском матче против сборной Китая. Дебютным забитым голом за сборную футболист отличился 25 марта 2025 года в товарищеском матче против сборной Южной Кореи.

## Достижения
«Пахтакор»
- Чемпион Узбекистана: 2022

«Андижан»
- Обладатель Кубка Узбекистана: 2024